# Біла Гора (Слободський район)
Біла Гора́ (рос. Белая Гора) — присілок у складі Слободського району Кіровської області, Росія. Входить до складу Шестаковського сільського поселення.
Населення становить 50 осіб (2010, 52 у 2002).
Національний склад станом на 2002 рік — росіяни 100 %.